# 野添宗三

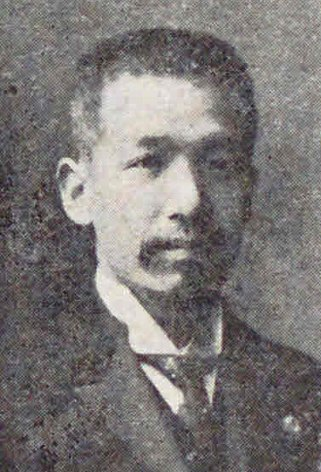
野添宗三

野添 宗三（のぞえ そうぞう、明治3年3月30日（1870年4月30日） - 大正8年（1919年）8月28日）は、日本の衆議院議員（立憲国民党）、弁護士。

## 経歴
丹波国氷上郡和田村（現在の兵庫県丹波市）出身。1896年（明治29年）、明治法律学校（現在の明治大学）を卒業すると、司法官試補として神戸区裁判所に配属された。1898年（明治31年）に検事となり、1900年（明治33年）には判事となった。1901年（明治34年）に退官すると、神戸市で弁護士事務所を開き、神戸弁護士会会長も務めた。
神戸市会議員を経て、1910年（明治43年）の衆議院議員補欠選挙に当選。以後、4回の当選回数を数えた。